# Hawaiian Gardens
Hawaiian Gardens, fundada en 1964, es una ciudad ubicada en el condado de Los Ángeles en el estado estadounidense de California. En el año 2000 tenía una población de 14,779 habitantes y una densidad poblacional de 5,941.9 personas por km².

## Geografía
Hawaiian Gardens se encuentra ubicada en las coordenadas 33°49′43″N 118°4′25″O / 33.82861, -118.07361. Según la Oficina del Censo, la ciudad tiene un área total de 2,5 km² (1 mi²), de la cual 2,4 km² (0,9 mi²) es tierra y 0,1 km² (0 mi²) (2.04%) es agua.

### Localidades adyacentes
El siguiente diagrama muestra a las localidades en un radio de 8 kilómetros (5 mi) de .

## Demografía
Según la Oficina del Censo en 2000 los ingresos medios por hogar en la localidad eran de $34,500, y los ingresos medios por familia eran $31,840. Los hombres tenían unos ingresos medios de $21,074 frente a los $20,643 para las mujeres. La renta per cápita para la localidad era de $10,728. Alrededor del 22.1% de la población estaban por debajo del umbral de pobreza.

## Educación
El Distrito Escolar Unificado ABC gestiona escuelas públicas.

## Hermanamientos
|                   | País   |  | Ciudad                          |                       | Condado / Distrito / Región / Estado |
| ----------------- | ------ |  | ------------------------------- | --------------------- | ------------------------------------ |
| Bandera de México | México |  | Cuerámaro                       | Bandera de Guanajuato | Guanajuato                           |
| Bandera de México | México |  | Venustiano Carranza (Michoacán) | Bandera de Michoacán  | Michoacan                            |